# Iglesia de San Ildefonso (Toledo)

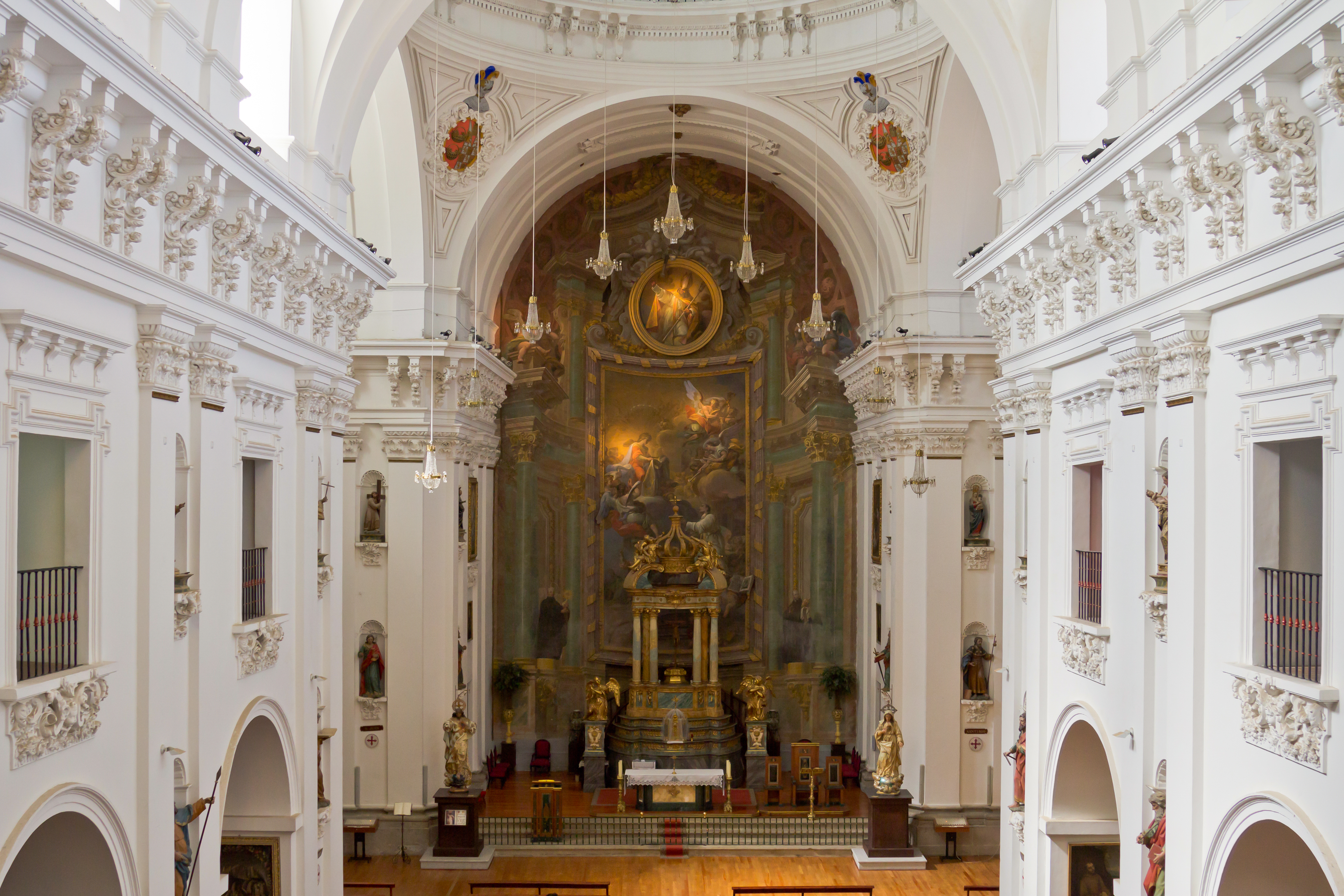
Interior

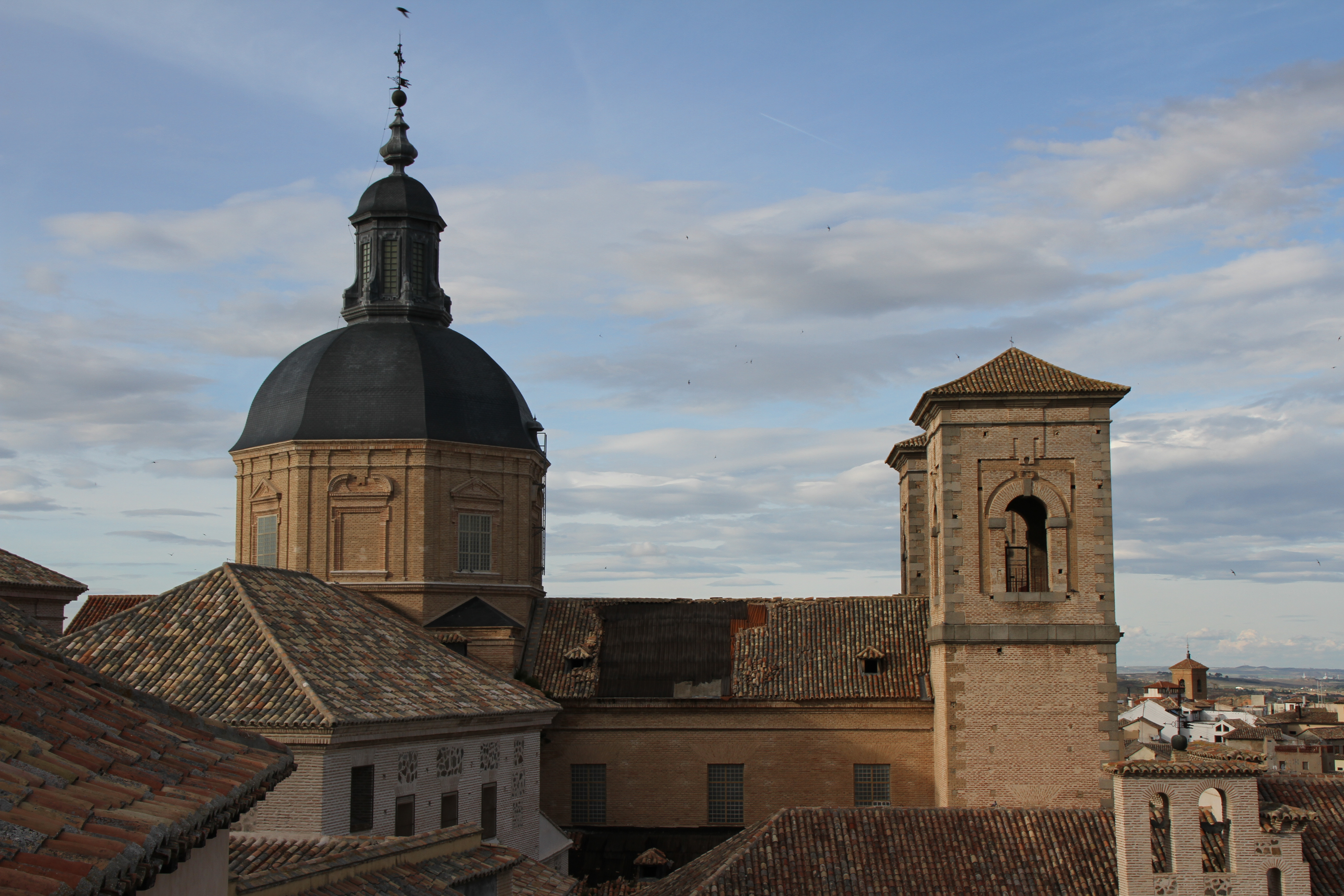
Cúpula y torres

La iglesia de San Ildefonso es una iglesia de estilo barroco localizada en el centro del casco histórico de la ciudad de Toledo, España. También es conocida como la iglesia de los jesuitas y se encuentra consagrada a san Ildefonso de Toledo, patrón de la ciudad y Padre de la Iglesia.

## Construcción
Su construcción, que se prolongaría durante más de cien años, comenzó en el año 1629, sobre unos terrenos adquiridos por los jesuitas de Toledo en 1569 donde se encontraban las casas de Juan Hurtado de Mendoza Rojas y Guzmán, conde de Orgaz, y que había sido asimismo el lugar natal de san Ildefonso. Pedro y Estefanía Manrique de Castilla, miembros de la alta nobleza castellana, fueron los impulsores de la erección del templo, como quedó escrito en los documentos fundacionales: 

Por cuanto se tiene por tradición que el glorioso san Ildefonso, arzobispo y patrono de la ciudad, nació en estas casa donde ahora hacemos esta fundación, y por la mucha devoción que nos, don Pedro y doña Estefanía Manrique, tenemos a este glorioso santo, queremos y es nuestra voluntad que la advocación de la dicha iglesia, que así se ha de labrar, sea de este glorioso santo y que su imagen se ponga en el retablo del altar mayor en el lugar más principal.
Documento fundacional.

Con un diseño que seguía el modelo de planta de las iglesias jesuitas de Palencia y de Alcalá de Henares y también el de la iglesia del Gesù, que se encuentra en la ciudad de Roma y es la principal iglesia de la Compañía de Jesús. Dicha traza ha sido atribuida a Juan Bautista Monegro, por aquel entonces maestro mayor de la catedral. Sin embargo, no fue él quien se encargaría de la construcción del templo, sino Pedro Sánchez, un hermano jesuita, por lo que los diseños originales fueron modificados, lo que conllevó cambios en la fachada y en la cabecera. El arquitecto jesuita Pedro Sánchez murió pocos años después, en el año 1633, y fue sustituido por otro compañero de su orden, Francisco Bautista, a quien se debe la fachada retablo de estilo también barroco, que domina la ciudad desde su elevada posición. Pasados varios lustros, en el año 1669, Bautista dejaría su lugar a Bartolomé Zumbigo, arquitecto natural de Toledo, quien terminó las torres y la fachada. Ya entrado el siglo XVIII, en 1718 se consagró la todavía incompleta obra, a la que le faltaban aún por terminar la sacristía, la capilla mayor y el ochavo, que contiene el relicario. Casi medio siglo después, en 1765, por fin se pudo concluir la construcción del templo, que en su tramo final había sido dirigida por José Hernández Sierra, arquitecto de Salamanca. Desgraciadamente para la orden de los jesuitas, tan sólo dos años después fueron expulsados de España por orden del rey Carlos III bajo la acusación de haber sido los instigadores del Motín de Esquilache, que había tenido lugar en 1766. La Compañía de Jesús no recuperó la iglesia hasta el siglo XX.

## Descripción
Enclavada entre la calle de San Román y la calle Alfonso XII, la iglesia presenta una orientación noroeste-suroeste, de tal modo que su fachada frontal queda dirigida hacia la catedral de Toledo. El interior de la iglesia, con su nave principal con forma de planta de cruz latina, es de grandes dimensiones y de color blanco. En dicha nave destaca la elevada cúpula sobre el crucero. En el transepto se encuentran dos grandes retablos barrocos. De ellos, originarios de la iglesia de san Juan Bautista, hoy desaparecida, uno es San José obrero con el Niño, obra de Germán López Mejía; y el otro es El Bautismo de Cristo, del artista Alonso de Arco y fechado en 1702. A ambos lados de la nave principal se encuentran comunicadas entre sí sendas hileras de cuatro capillas menores cada una, decoradas profusamente en estilos barroco y rococó. Las capillas del lado noreste del edificio, en orden desde el transepto, están dedicadas a la Virgen de Fátima, a san Francisco Javier, al Santísimo Cristo Crucificado y a san Francisco de Borja. Del lado suroeste se encuentran las dedicadas a la Inmaculada, a la Dolorosa, a san Ignacio de Loyola y al Cristo de los Mártires. En una esquina del templo se encuentra la capilla ochavada en la que se guardan y veneran las reliquias de la iglesia. De paredes oscuras y rojas y coronada por su propia pequeña cúpula, esta capilla alberga además la figura de la Virgen del Socorro, que también es obra de Germán López Mejía. Gobernando la nave tras el altar mayor, la iglesia de San Ildefonso cuenta con un retablo que es una pintura al fresco —realizada por Alejandro y Luis González Velázquez— que presenta trampantojos y que relata la descensión de la Virgen sobre san Ildefonso para la imposición de la casulla. Bajo el retablo de ilusionismo arquitectónico y tras el altar está situado un tabernáculo de madera dorada que presenta una talla de la crucifixión. A lo largo de toda la nave se hallan distribuidas catorce estatuas dedicadas principalmente a los apóstoles y que fueron esculpidas, como uno de los retablos y la Virgen del Socorro, por Germán López Mejía.
La parte exterior de la cúpula, debido a sus dimensiones y a la localización de la iglesia, es unos de los puntos más altos de Toledo, junto a la catedral de Santa María y al alcázar, hacia los que tiene vistas notables, igual que las torres, que son visitables. En una de las torres se pueden ver tres campanas de bronce. En la fachada se pueden observar varios adornos destacables. Sobre la puerta principal original, que aún se conserva, se encuentra un bajorrelieve que representa, igual que el retablo mayor, la descensión de la Virgen sobre san Ildefonso, obra de Diego Rodríguez de Luna. Por encima de él está situada la vidriera, y alrededor de ellos hay cinco estatuas, realizadas por Mattia Carmannini y Félix Bambi, cuyas hornacinas se encuentran flanqueadas por cuatro altas columnas corintias. En la fachada está, en homenaje a los hermanos Pedro y Estefanía Manrique, el escudo de la familia Manrique de Castilla.
En el Ochavo, reposan los restos de Juan de Mariana y Jerónimo de Ripalda, llevados desde el desaparecido Colegio de San Eugenio.